# Vasagatan
Vasagatan (en français la rue de Vasa) est une rue du quartier de Norrmalm au centre-ville de Stockholm en Suède. Elle mesure environ 750 mètres de longueur. 

## Description
Vasagatan est une avenue importante de Stockholm. Elle doit son nom en l'honneur du roi Gustave Ier Vasa.
Elle relie le vieux centre-ville de Gamla stan au reste de la cité en passant par le pont Vasabron qui enjambe de Norrström.
Elle croise ensuite une autre artère importante de la capitale suédoise, la Kungsgatan.
Vasagatan dessert la poste centrale de Stockholm ainsi que la gare centrale. On y trouve également des hôtels et des salles de spectacles, telles que le théâtre Vasateatern. Plusieurs bâtiments et immeubles anciens ont été conçus par l'architecte suédois Ferdinand Boberg.

## Bâtiments et places
| Bâtiment | Nom                           | Numéro | Type           |
| -------- | ----------------------------- | ------ | -------------- |
|          | Järnvägsparken                | -      | Parc           |
|          | Hôtel Sheraton                | 2-6    | Hôtel          |
|          | Gare centrale                 | -      | Gare           |
|          | Maison Esselte                | 14-18  | Bureaux        |
|          | Hôtel Continental             | 22     | Hôtel          |
|          | Royal Viking                  | 1      | Hôtel          |
|          | Bureau de poste central       | 28-34  | Bureaux        |
|          | Pennfäktaren 11               | 7      | Bureaux        |
|          | Vasahuset, Stockholm          | 11-13  | Hôtel, Bureaux |
|          | Kungsbropalatset              | 15-17  | Bureaux        |
|          | Vasateatern/Lundbergska huset | 19-21  | Théâtre        |

## Galerie

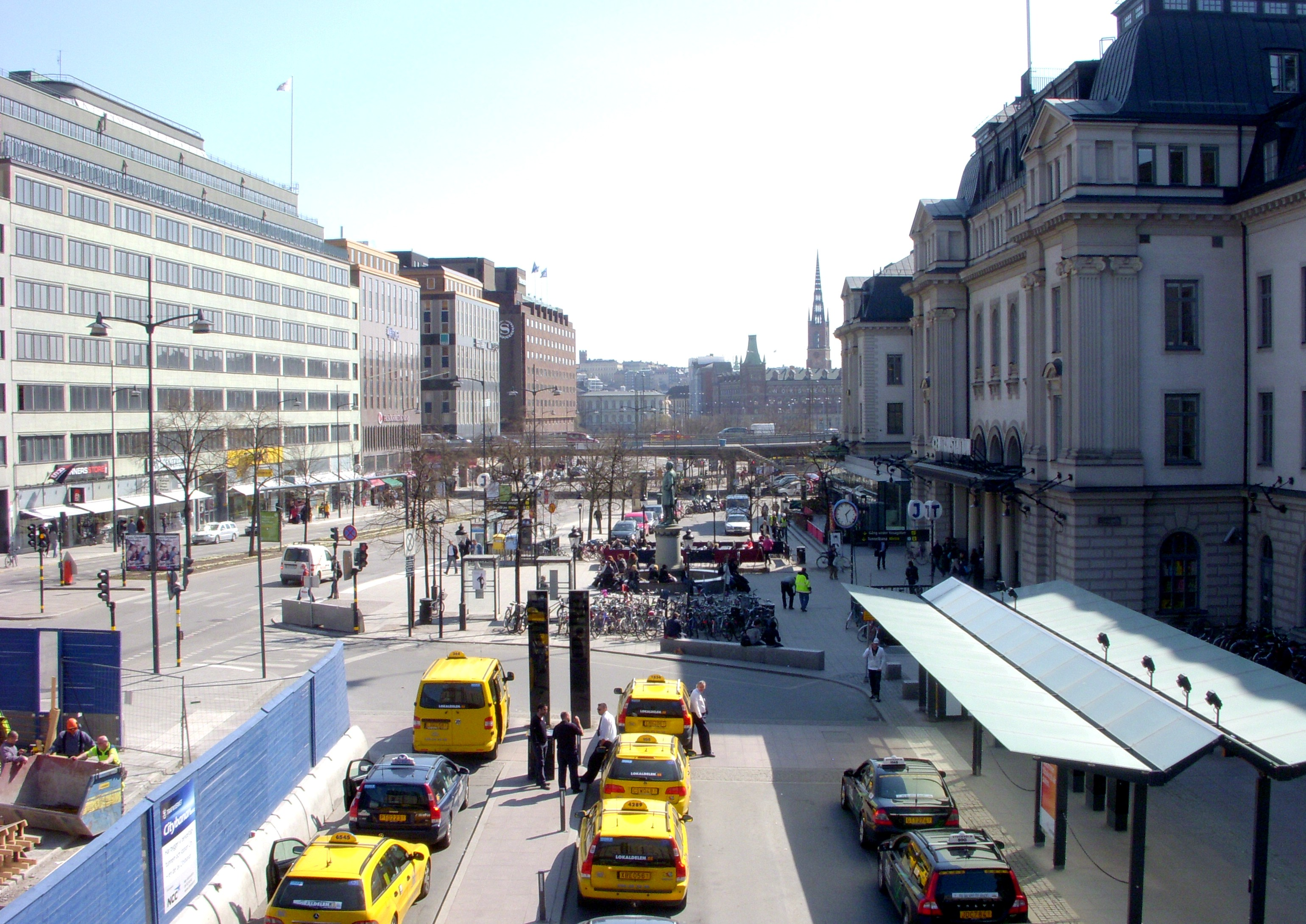
Centralplan.
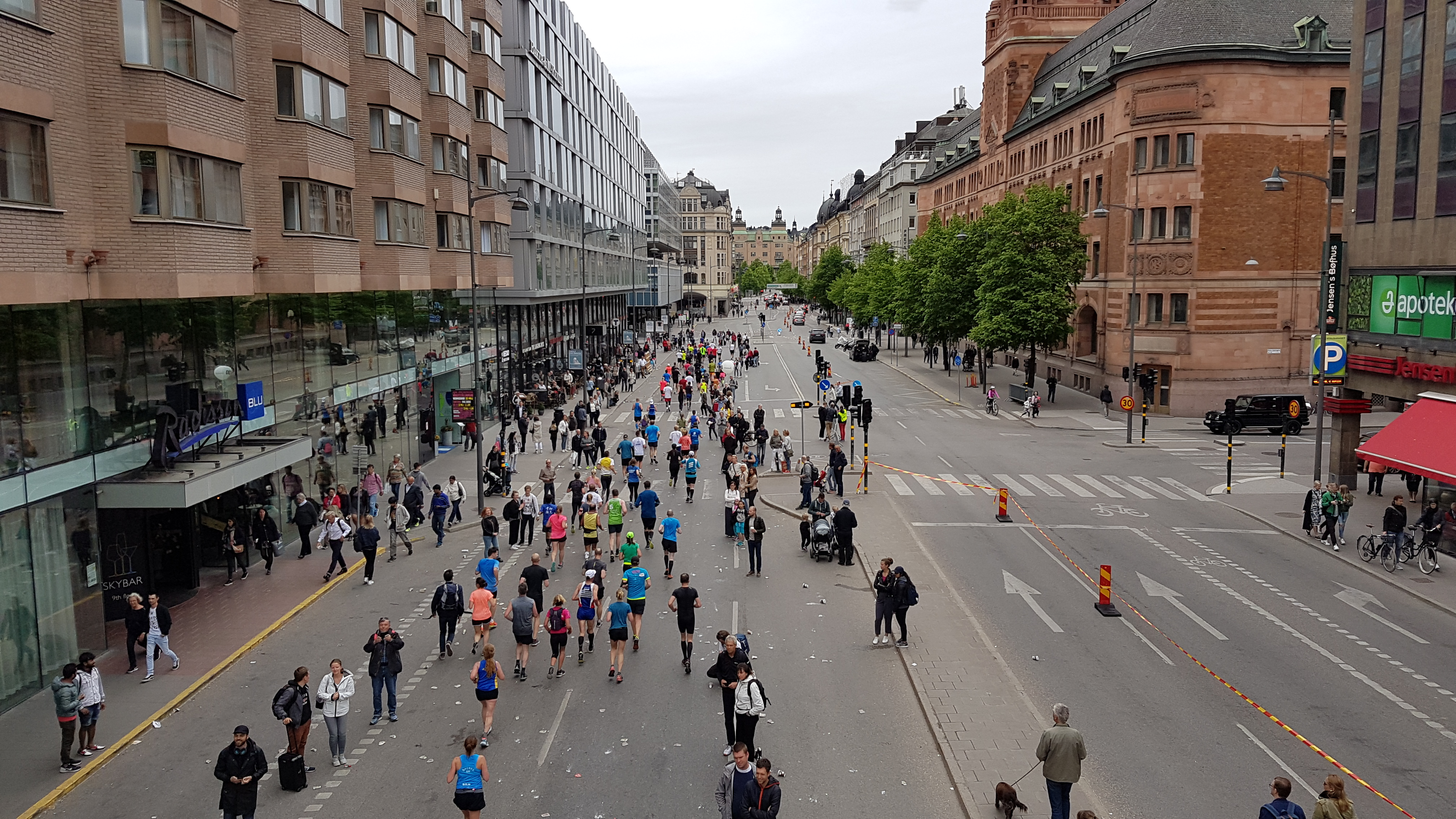
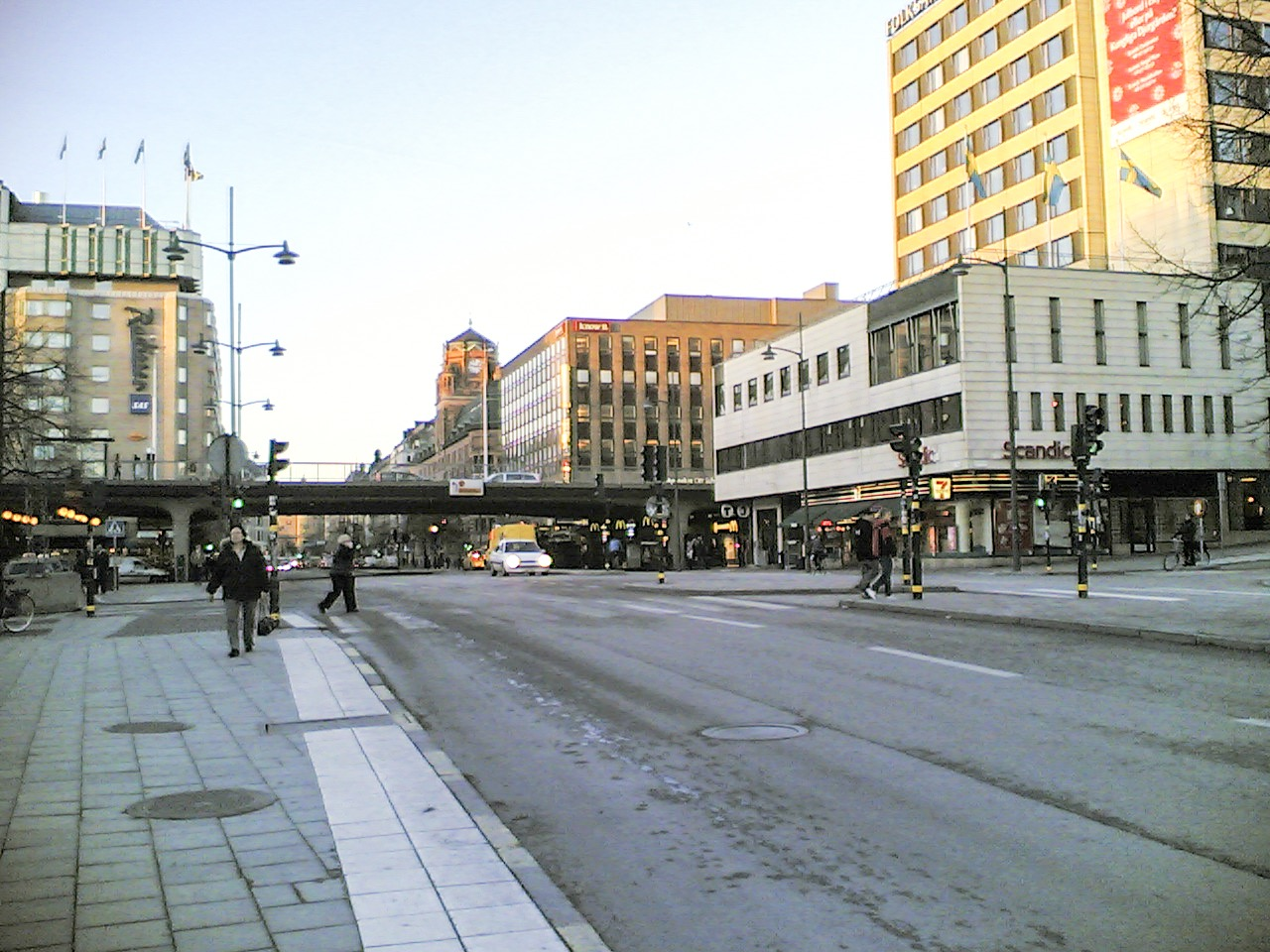
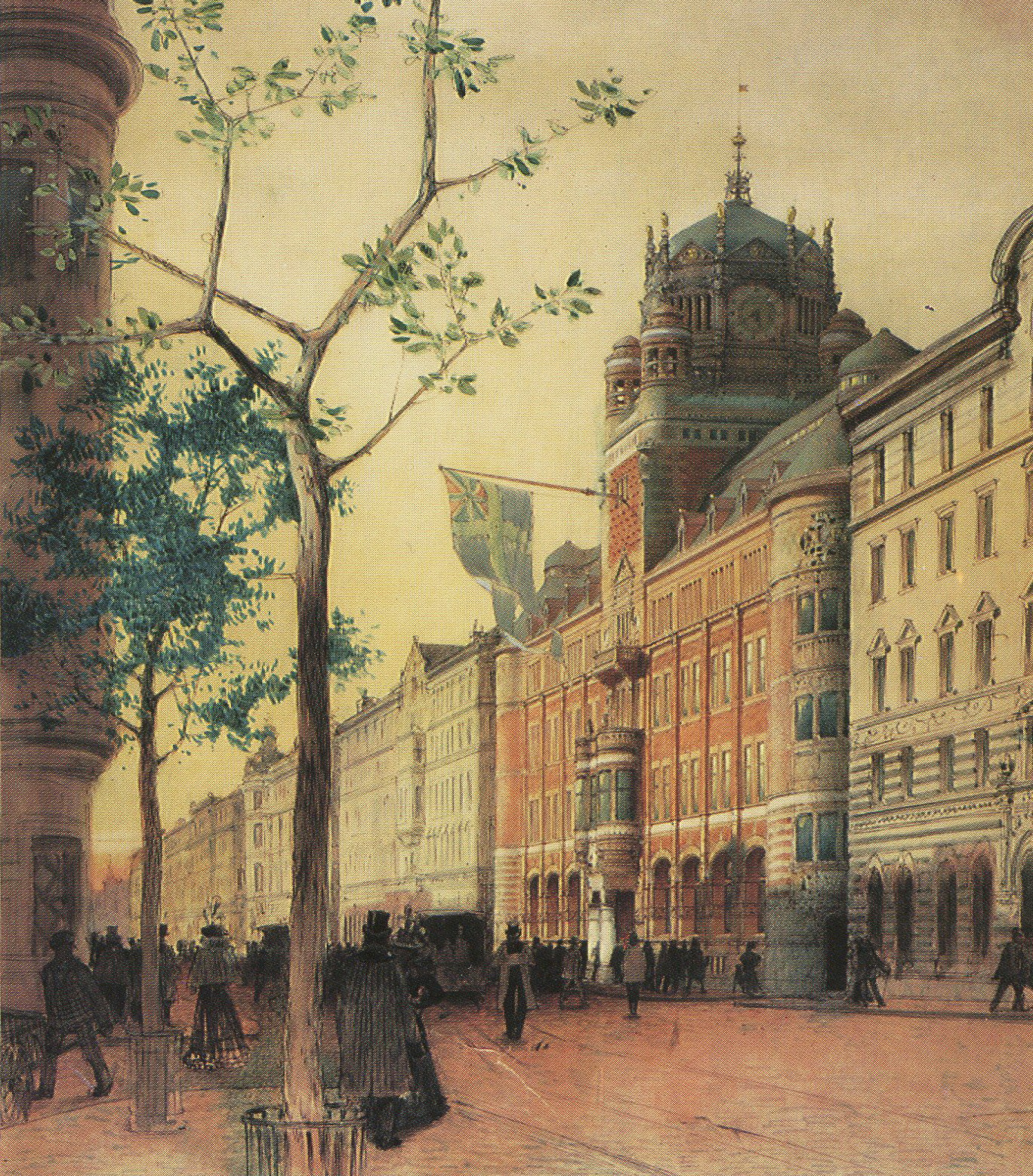
Immeuble conçu par Ferdinand Boberg  (illustration 1905).